# Yórgos Kalaïtzís
Yórgos Kalaïtzís (en grec : Γιώργος Καλαϊτζής, né le 29 octobre 1976 à Thessalonique, en Grèce) est un joueur grec de basket-ball. Il évolue aux postes de meneur et d'arrière. 

## Palmarès
- Vainqueur de l'Euroligue 1999-2000 et Euroligue 2001-2002 (Panathinaïkos)
- Champion de Grèce 1998, 1999, 2000, 2001, 2003, 2004, 2005, 2006 (Panathinaïkos)
- Vainqueur de la coupe de Grèce 2003, 2005, 2006 (Panathinaïkos)